# Саут Сент Пол (Минесота)
Саут Сент Пол (енгл. South St. Paul) град је у америчкој савезној држави Минесота.

## Демографија
По попису из 2010. године број становника је 20.160, што је 7 (0,0%) становника мање него 2000. године.
| Група             | 2000.          | 2010.          |
| Белци             | 18.089 (89,7%) | 16.101 (79,9%) |
| Афроамериканци    | 258 (1,3%)     | 788 (3,9%)     |
| Азијати           | 165 (0,8%)     | 248 (1,2%)     |
| Хиспаноамериканци | 1.295 (6,4%)   | 2.457 (12,2%)  |
| Укупно            | 20.167         | 20.160         |